# لقاط مذهب

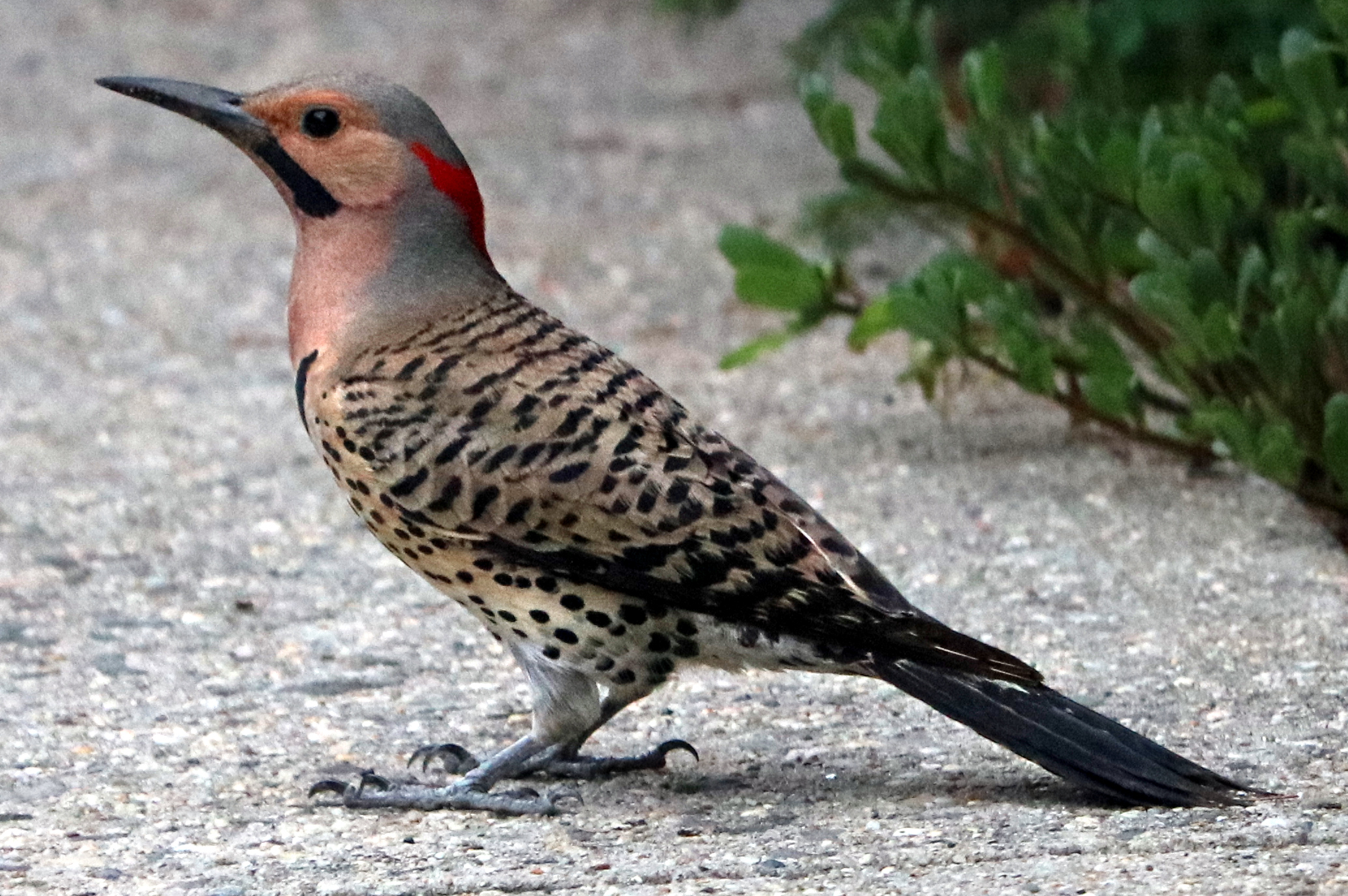

اللَّقَّاط المُذهَّب هو طائر متوسط الحجم من فصيلة نقار الخشب في جنس اللقاط. موطنها معظم أمريكة الشمالية وأجزاء من أمريكة الوسطى وكوبة وجزر كَيمان، وهي واحدة من أنواع نقار الخشب القليلة التي تهاجر.

## الصور

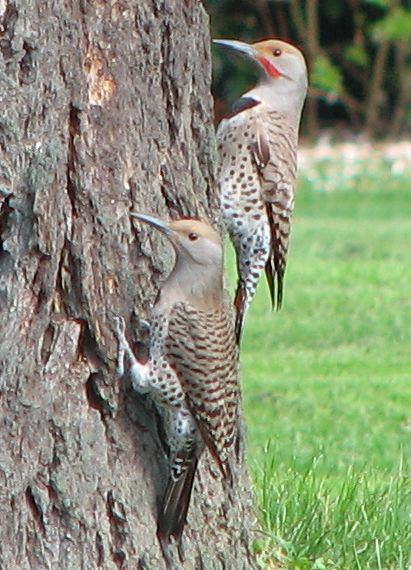
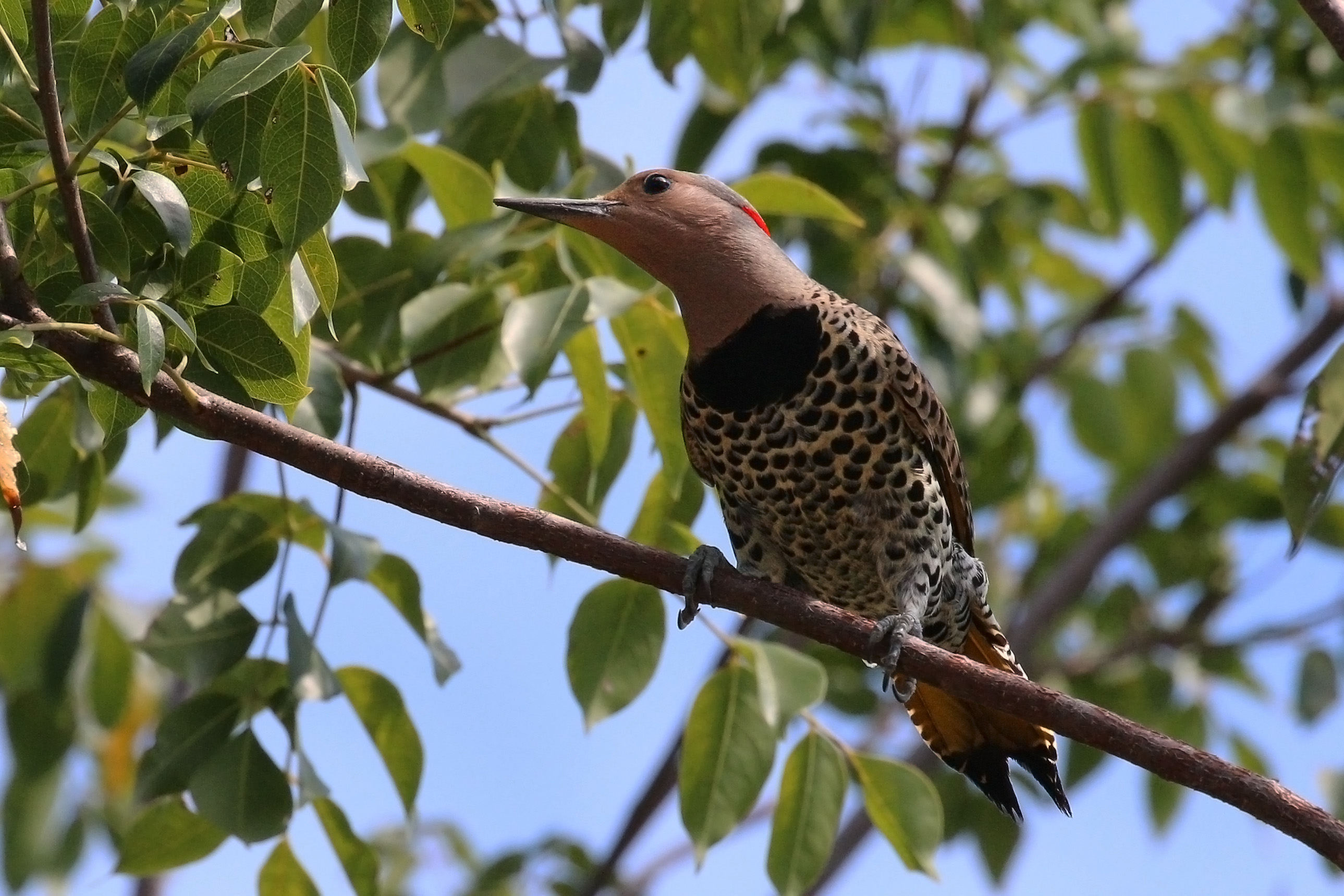
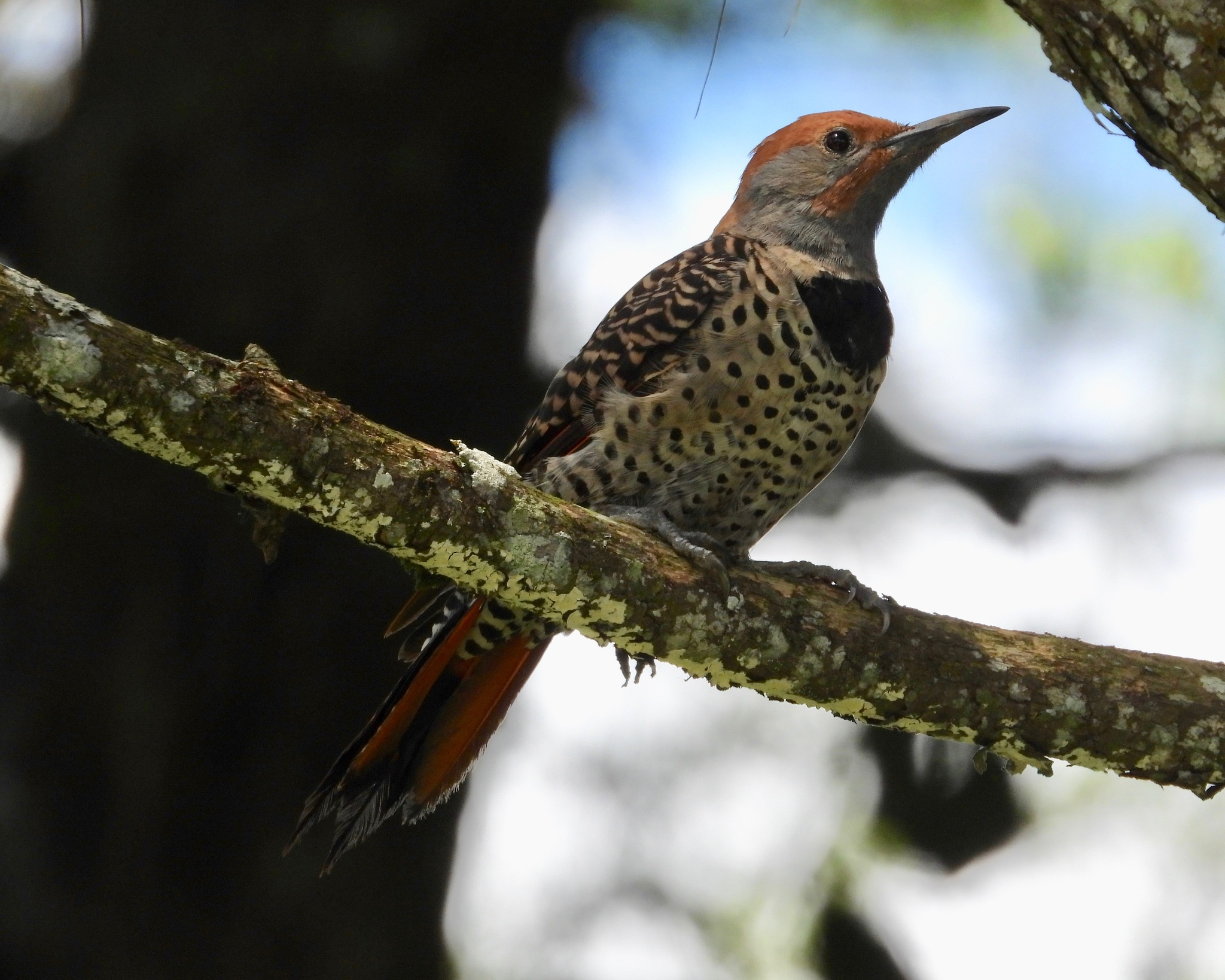
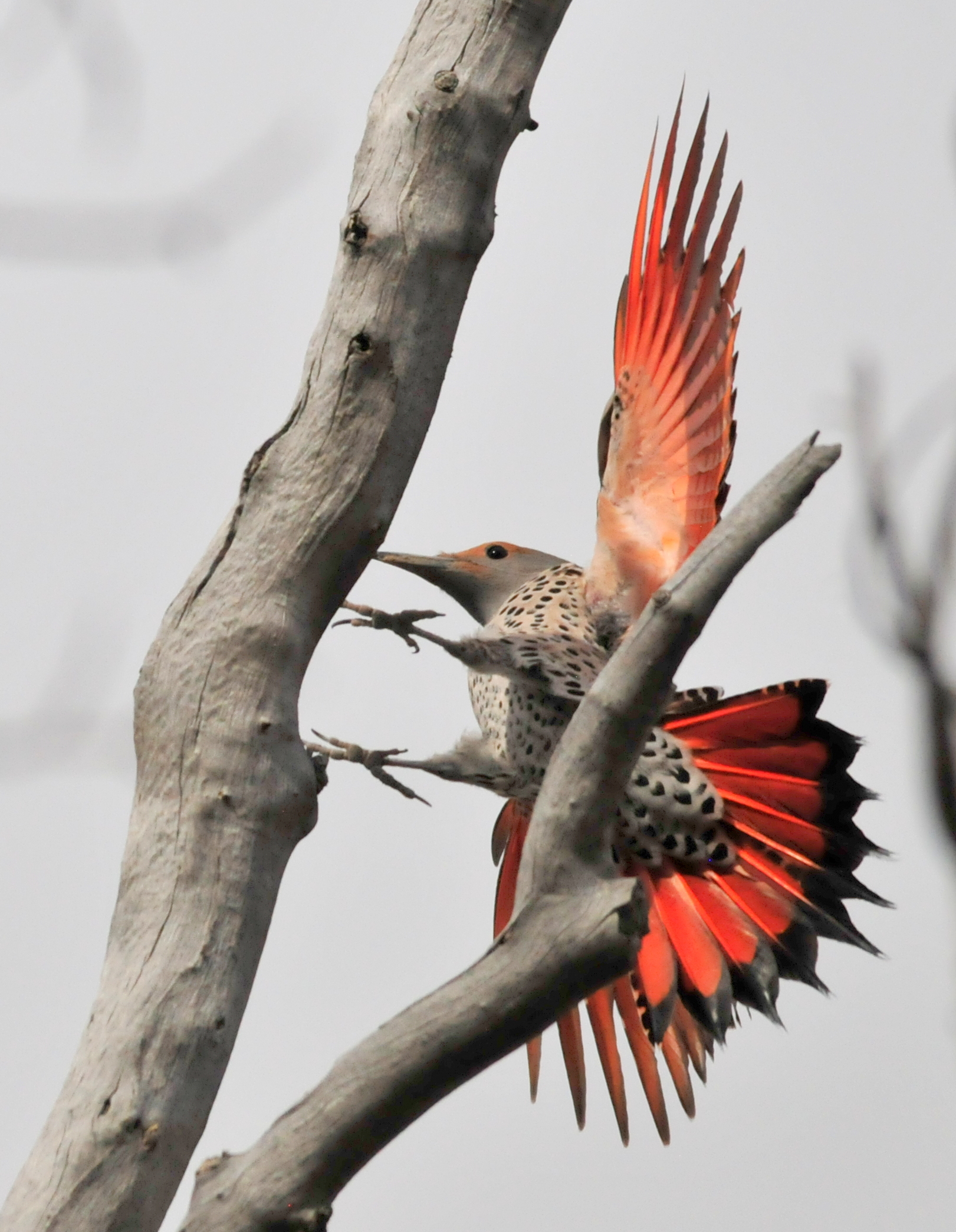
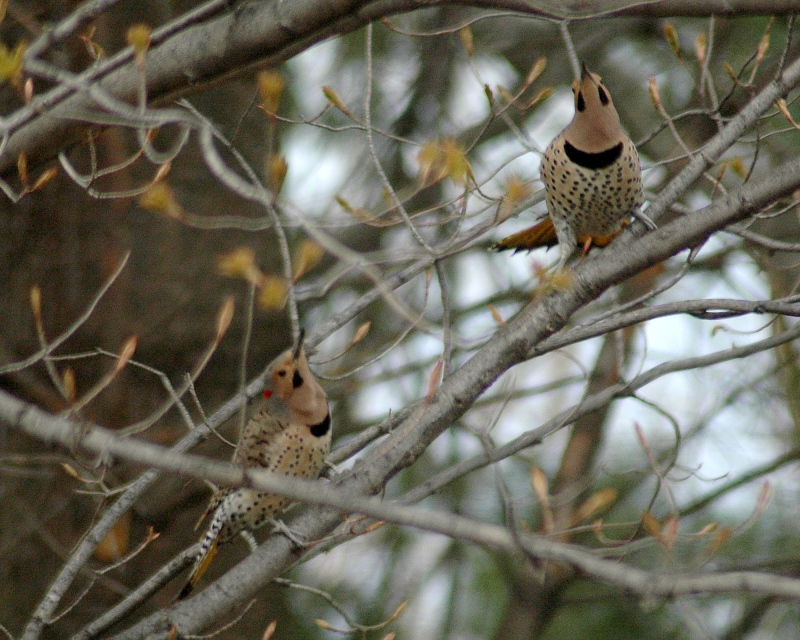
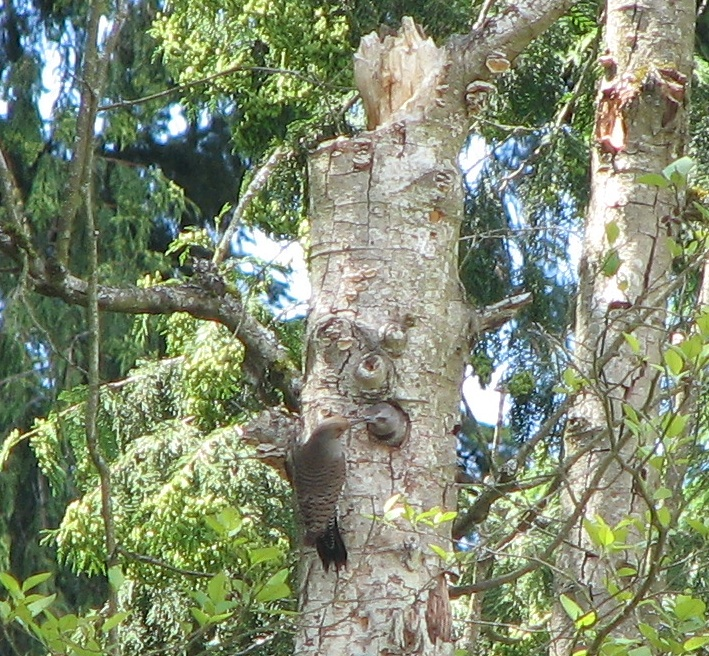
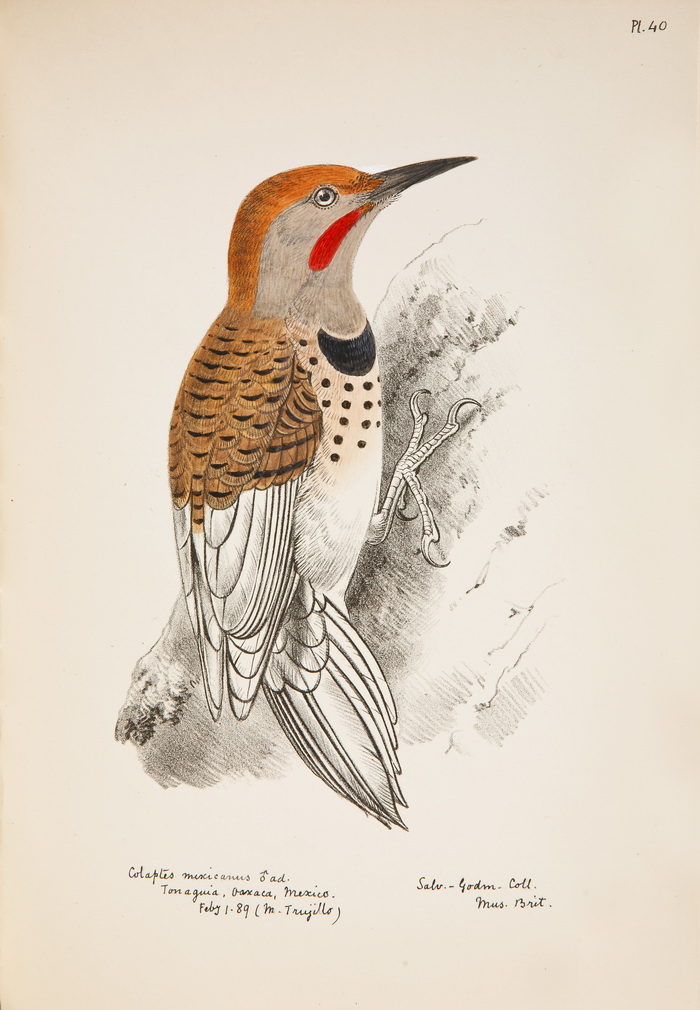